# Trusted computing
Trusted computing is een term die veelal gebruikt wordt door de 'Trusted Computing Platform Alliance' of 'TCPA' (tegenwoordig Trusted Computing Group). Men doelt hiermee op de open specificaties voor verbetering van computerbeveiliging door middel van speciaal ontwikkelde hardware. Critici, waaronder academici, beveiligingsexperts en gebruikers van vrije software en open-bronsoftware, waarschuwen echter dat het belangrijkste effect (en misschien de bedoeling) van trusted computing is om onredelijke beperkingen op te leggen aan computergebruik.

## Samenvatting
De basissysteemconcepten in trusted computing zijn:
1. Een unieke computer/CPU wordt geïdentificeerd door middel van certificaten;
2. Codering wordt door de hardware gedaan;
3. Gegevens kunnen met de machine-identificatie gesigneerd worden;
4. Gegevens kunnen worden beveiligd met de geheime sleutel/code van de computer.

### Is "trusted" wel "betrouwbaar"?
Trust betekent voor beveiligingsexperts iets heel anders dan wat men er normaal onder verstaat. Het Amerikaanse ministerie van Defensie beschouwt een 'trusted system' bijvoorbeeld als een systeem dat het beveiligingsbeleid kan dwarsbomen, anders gezegd: een systeem dat men wel moet vertrouwen omdat men geen andere keuze heeft. Cryptograaf Bruce Schneier  stelt: Een 'trusted' computer is niet hetzelfde als een computer die je kunt vertrouwen. Volgens deze definities is een videokaart al 'trusted' als deze de beeldgegevens correct weergeeft.  Trust in het beveiligingswereldje is altijd een soort van compromis of zwakte—soms onvermijdelijk, maar altijd iets wat men liever niet heeft.
Het grootste strijdpunt rond trusted computing heeft te maken met de betekenis van het Engelse woord trust. Critici zien een trusted system als een systeem dat je gedwongen vertrouwt in plaats van een systeem dat betrouwbaar is voor de consument. Microsoft probeert met de term trustworthy computing de consument juist attent te maken op de betrouwbaarheidsaspecten van  'trusted' computersystemen'.
Critici van 'trusted computing' zijn verder bezorgd over het feit dat niet na kunnen gaan of hardware met 'trusted computing'-specificaties wel goed is geïmplementeerd of dat er achterdeurtjes in kunnen zitten. De specificaties van 'trusted computing' zijn open en vrij om in te zien, maar de implementaties van de producten zijn dat over het algemeen niet. Ook zijn velen bezorgd over het feit dat cryptografische ontwerpen en algoritmen achterhaald raken. Dit zou kunnen resulteren in de gedwongen vervanging van computers met deze TC-technologie. In recente versies van trusted computing-specificaties zijn bijvoorbeeld hebben AES coderingsalgoritmen opgenomen en zonder deze schijnen ze niet te werken.
Voorstanders beweren dat trusted computing de beveiliging verhoogt, maar critici geloven dat dit niet het geval zal zijn en dat trusted computing ook nog eens verplichte digital rights management zal invoeren, de privacy zal schaden en andere beperkingen voor gebruikers zal invoeren. Als de TC-technologie wordt ingevoerd, zouden de autoriteiten kunnen overgaan tot censuur en andere inperkingen van het recht op vrije meningsuiting en keuze. Trusted computing staat tegenover 'secure computing', waarbij anonimiteit en geheimhouding van de identiteit voorop staat. Voorstanders van secure computing stellen dat de verhoogde beveiliging ook zou kunnen worden gerealiseerd zonder dat gebruikers de controle over hun eigen systemen over moeten geven aan superusers.
Voorstanders van trusted computing stellen daar tegenover dat klachten over privacyproblemen met TC-systemen ongegrond zijn, omdat consumenten nog steeds de keuze hebben welk systeem ze kopen, gebaseerd op hun persoonlijke keuze en/of behoeften. Echter, men kan niet meer kiezen als men een moderne CPU wil. Voorstanders van 'trusted computing' stellen verder dat aan sommige behoeften alleen kan worden voldaan als de huidige systemen op hardwareniveau worden veranderd zodat ze als een trusted client kunnen fungeren.

### Verwante termen
Het TCG-project is bekend onder diverse Engelstalige namen. Trusted computing was de originele naam en wordt nog steeds gebruikt door de Trusted Computing Group (TCG) en IBM. Het hardwareapparaat dat ze hebben ontwikkeld wordt een TPM (Trusted Platform Module) genoemd. Microsoft noemt het trustworthy computing. Intel is net begonnen met de term safer computing. Voor mei 2004 droeg de TCG de naam TCPA. Richard Stallman van de FSF heeft de term treacherous computing gebruikt.